# Fuentidueña de Tajo
Fuentidueña de Tajo est une commune de la communauté de Madrid, en Espagne.

## Personnalités liées à la commune
- Elena Soriano (1917-1996), écrivaine espagnole.